# Юрта Курикова
Юрта Курикова — упразднённый в 2020 году посёлок в Свердловской области России, относившийся к городу областного подчинения Ивделю. На муниципальном уровне входил в состав Ивдельского городского округа.
Посёлок находился в Перечне районов проживания малочисленных народов Севера.

## Географическое положение
Посёлок располагался в 89 километрах (по дорогам в 105 километрах) к северу от города Ивделя, в лесной местности, на правом берегу реки Пелым, вблизи устья левого притока — реки Саски. Автомобильное сообщение с посёлком затруднено. В окрестностях посёлка к югу располагается болото Кулинтуръянкалма.

## История
Решением облисполкома №195 от 29 марта 1978 года посёлок включён в учётные данные и в состав Хорпийского сельсовета.
В мае 2020 года внесён законопроект об упразднении посёлка. Упразднён областным законом № 81-ОЗ от 23 июля 2020 года. Решение о ликвидации было принято Думой Ивдельского городского округа. На территории населённого пункта нет постоянно проживающего населения, объектов социально-культурного значения, торговли, жилых домов. Посёлок утратил признаки населённого пункта и не имеет перспектив дальнейшего развития.

## Население
| 2002 | 2010 |
| ---- | ---- |
| 11   | ↘6   |

Структура
По данным переписи 2002 года, все жители посёлка — манси. По данным переписи 2010 года, в посёлке проживали 4 мужчины и 2 женщины.